# فولتا ليمبورغ الكلاسيكي 2018

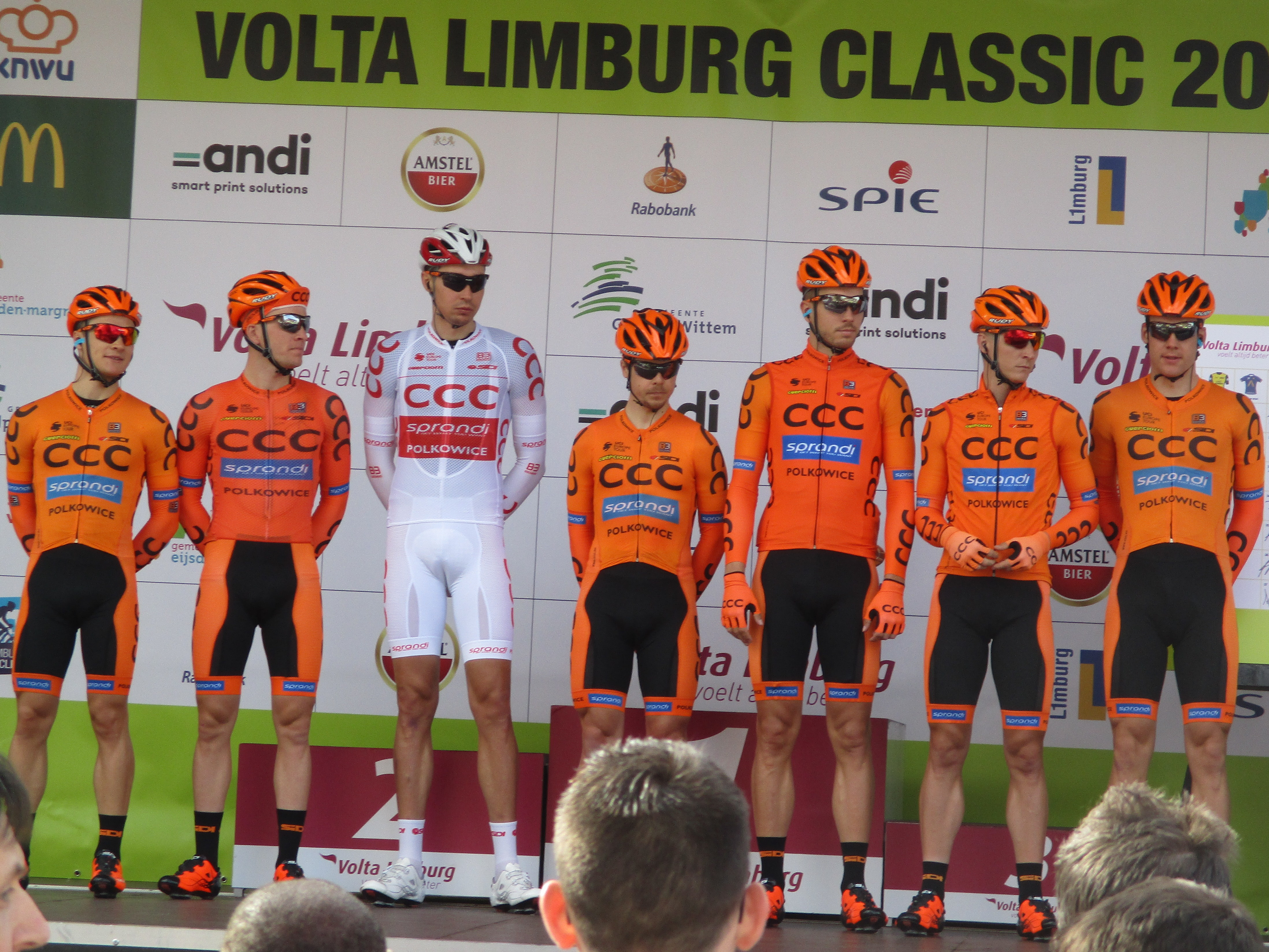

فولتا ليمبورغ الكلاسيكي 2018 (بالفرنسية: Volta Limburg Classic 2018)‏ هو سباق دراجات هوائية، وهو الموسم رقم 45 من السباق، وأقيم في 31 مارس 2018، وامتدّ لمسافة 197.5 كيلومتر، وهو أحد سباقات طواف أوروبا للدراجات 2018، وهو من نوع سباق يوم واحد، وهو من نوع سباق الدراجات، وقد شارك في السباق 163 متسابقاً ووصل إلى نهايته 84 متسابقاً.
فاز فيه بالمركز الأول جان تراتنيك، وبالمركز الثاني ماركو تيزا، وبالمركز الثالث جيمي يانسون.

## الفرق
| فريق عالمي- Lotto NL-Jumbo فرق قارية محترفة (9)- أكوا بلو سبورت 2018 ‏ - CCC Development Team ‏ - Israel Cycling Academy - نيبو-فيني فانتيني-يوربا أوفيني 2018 ‏ - رومبوت تشارلز ‏ - سبورت فلاندرين بالويس 2018 ‏ - فيتال كونسبت 2018 ‏ - بنجوال باوليز ساوكس دبليو بي ‏ - Wanty-Groupe Gobert فرق قارية (14)- Alecto Cycling Team ‏ - بيت سايكلنج ‏ - كانيون ايسبرج ‏ - Team Metalced ‏ - كووب 2018 ‏ - Delta Cycling Rotterdam ‏ - Destil–Parkhotel Valkenburg ‏ - Team Lotto–Kern Haus ‏ - ميتك-تي كي إتش مانتيل ‏ - Parkhotel Valkenburg CT ‏ - فريق ريوال للدراجات ‏ - سوبرانو هام ايزوريكس 2018 ‏ - Team Waoo ‏ - Vlasman Cycling Team ‏ |  |
| |  |

## التصنيف العام النهائي
| التصنيف العام | التصنيف العام    | التصنيف العام   | التصنيف العام                   | التصنيف العام     |        |
| الدراج        | الدراج           | البلد           | الفريق                          | الوقت             | السرعة |
| ------------- | ---------------- | --------------- | ------------------------------- | ----------------- | ------ |
| 1.            | جان تراتنيك      | سلوفينيا        | CCC Sprandi Polkowice           | 4 س 42 دقيقة 34 ث |        |
| 2.            | ماركو تيزا       | إيطاليا         | Nippo-Vini Fantini-Europa Ovini | + 1 ث             |        |
| 3.            | جيمي يانسون      | بلجيكا          | Cibel-Cebon                     | + 1 ث             |        |
| 4.            | Thomas Degand ‏   | بلجيكا          | Wanty-Groupe Gobert             | + 3 ث             |        |
| 5.            | إدوارد دنبر      | جمهورية أيرلندا | Aqua Blue Sport                 | + 5 ث             |        |
| 6.            | جيروم بوغنيز     | بلجيكا          | Wanty-Groupe Gobert             | + 41 ث            |        |
| 7.            | Antoine Warnier ‏ | بلجيكا          | WB-Aqua Protect-Veranclassic    | + 41 ث            |        |
| 8.            | جيروين مايرز     | هولندا          | Roompot-Nederlandse Loterij     | + 53 ث            |        |
| 9.            | Aksel Nõmmela ‏   | إستونيا         | BEAT Cycling Club               | + 53 ث            |        |
| 10.           | كوينتين باشر     | فرنسا           | Vital Concept                   | + 53 ث            |        |

## وصلات خارجية
- فولتا ليمبورغ الكلاسيكي 2018 على موقع إحصائيات الدراجات الإحترافية (الإنجليزية)